# Dag Solstad
Dag Solstad (IPA: [ˈdaːg ˈsuːlstaːd], 16. července 1941 Sandefjord, Norsko – 14. března 2025 Oslo, Norsko) byl jedním z nejvýraznějších a nejvýznamnějších spisovatelů v Norsku i v celé Skandinávii. Ačkoliv klíčové byly pro jeho tvorbu romány, je též autorem řady esejů, povídek, dvou divadelních her, ale i spoluautorem několika reportážních knih z Mistrovství světa ve fotbale.

## Literární dílo
Debutoval sbírkou povídek Spiraler (Spirály, 1965). Svojí tvorbou - silně ovlivněnou mj. Franzem Kafkou či Witoldem Gombrowiczem - pravidelně komentuje a rozebírá aktuální společensko-kulturní dění v Norsku, ve Skandinávii i jinde ve světě. Vzhledem k vytrvalosti a soustavnosti, s jakou společenské dění tematizuje, si v Norsku vysloužil přezdívku novodobého kronikáře. Jeho díla mají často satiricko-existenciální nádech.
Jeho dílo se rozpadá přibližně do 5 období. V prvním, krátkém debutantském období experimentoval s formou vyprávění, zde se nejvíce projevoval cizí literární vliv, období končí přibližně rokem 1968. V období druhém - léta 1968–1980 - tvoří Solstad pod silným levicovým politickým vlivem v duchu socrealismu. V následující fázi - léta 1980–1992 se v románech do extrémně levicového období vrací a ironicky je komentuje. Největší mezinárodní ohlas zaznamenal ve fázi čtvrté - léta 1992–1999, kdy napsal sérii pět existenciálně laděných románů skepticky se zamýšlejících nad postavením člověka v současné společnosti. Zatím poslední období se vyznačuje hlubším experimentováním se samotným psaním románu, v knihách se tematizuje samotný jejich vznik. Jako červená nit se celým dílem táhne téma možnosti autentického života.

## Ocenění
Dag Solstad je držitelem mnoha literárních cen, mj. Ceny Severské rady za literaturu (1989 - za Roman 1987). Jako jediný norský spisovatel obdržel třikrát norskou Cenu kritiků.

### České překlady

#### Romány
- Ostych a důstojnost, Pistorius & Olšanská, Příbram 2008, překlad Ondřej Vimr, ISBN 978-80-87053-17-1
- Jedenáctý román, kniha osmnáct, Pistorius & Olšanská, Příbram 2013, překlad Ondřej Vimr, ISBN 978-80-87053-84-3

#### Povídky
- „Nedáme konvici křídla“, „Dokola“, „Jazyky“ v Ondřej Vimr (ed.): Krajina s pobřežím aneb Sto let norské povídky (Argo 2005)

### Kompletní bibliografie

#### Romány
- Měděnka! Zelená! (Irr! Grønt!, 1969)
- Arild Asnes, 1970, (1971)
- Náměstí 25. října (25. septemberplassen, 1974)
- Zrada. Předválečná léta (Svik. Førkrigsår, 1977)
- Válka. 1940 (Krig. 1940, 1978)
- Chléb a zbraň (Brød og våpen, 1980)
- Vyprávění gymnaziálního profesora Pedersena o velkém politickém probuzení, jež navštívilo naši zem (Gymnaslærer Pedersens beretning om den store politiske vekkelsen som har hjemsøkt vårt land, 1982)
- Pokus popsat neproniknutelné (Forsøk på å beskrive det ugjennomtrengelige, 1984)
- Roman 1987, (1987)
- Líc medaile (Medaljens forside, 1990)
- Jedenáctý román, kniha osmnáct (Ellevte roman, bok atten, 1992, česky 2013)
- Ostych a důstojnost (Genanse og verdighet, 1994, česky 2008)
- Noc profesora Andersena (Professor Andersens natt, 1996)
- T. Singer, (1999)
- 16.07.41, (2002)
- Armand V. Poznámky k nevykopanému románu (Armand V. Fotnoter til en uutgravd roman. 2006)
- 17. roman (2009)

#### Povídky a krátké prozaické texty
- Spirály (Spiraler, 1965) - sbírka povídek
- Kancelářské křeslo (Svingstol, 1967) - krátké prozaické texty

#### Divadelní hry
- Georg: Sedí se ti dobře? (Georg: sit du godt?, 1968) - ve spolupráci s Einarem Øklandem
- Soudruh Stalin aneb rodina Nordbyových (Kamerat Stalin, eller familien Nordby, 1975)

#### Soubory článků a esejů
- Zpáky k Pellemu Dobyvateli (Tilbake til Pelle Erobreren, 1977) - články a eseje
- Sleng på byen, (1983) - petity
- 14 článků za 12 let (14 artikler på 12 år, 1993)
- Články 1993–2004' (Artikler 1993–2004, 2004)

#### Reportážní knihy zMistrovství světa ve fotbale
- VM i fotball 1982 - (1982) - ve spolupráci s Jonem Micheletem
- VM i fotball 1986 - (1986) - ve spolupráci s Jonem Micheletem
- VM i fotball 1990 - (1990) - ve spolupráci s Jonem Micheletem
- VM i fotball 1994 - (1994) - ve spolupráci s Jonem Micheletem
- VM i fotball 1998 - (1998) - ve spolupráci s Jonem Micheletem